# 娃子
娃子，又分为挖甲（或称阿加、阿图阿加，汉语：安家娃子）和呷西（或称呷西呷洛，汉语：锅庄娃子），即彝族社会中的奴隶。
1950年代之前，彝族社会主要分为五个阶层：兹莫（受册封称：土司，未受封称：土目），诺伙（或称诺合，汉语：黑彝）、节伙（或称曲诺，汉语：白彝）、挖甲（安家娃子）和呷西（锅庄娃子）。一种说法，土司仅占彝族总人口0.1%。另一种说法，兹莫和诺合约占总人口7%。以1950年代初的马边县和峨边县（今同属四川省乐山市）为例，诺伙约占当地彝族总人口10%，节伙约占50%，挖甲约占30%，呷西约占10%。娃子大都是彝族人从汉族聚居区抢夺的汉人，又称为“抓娃子”。
1950年，西昌战役中溃散的国军除被彝族人抢劫外，甚至有被抓娃子的。解放军占领彝区之初，仍允许保留娃子。至1955年12月，四川省人代会、凉山州人代会通过《关于凉山彝族地区实施民主改革总体规划》，此后彻底废除了奴隶制。
近年来，原属彝区的雷波县强迫劳动现象不断出现，雷波县人民政府则试图避免人们将这些现代奴隶称之为“娃子”。